# Бочкова бомба

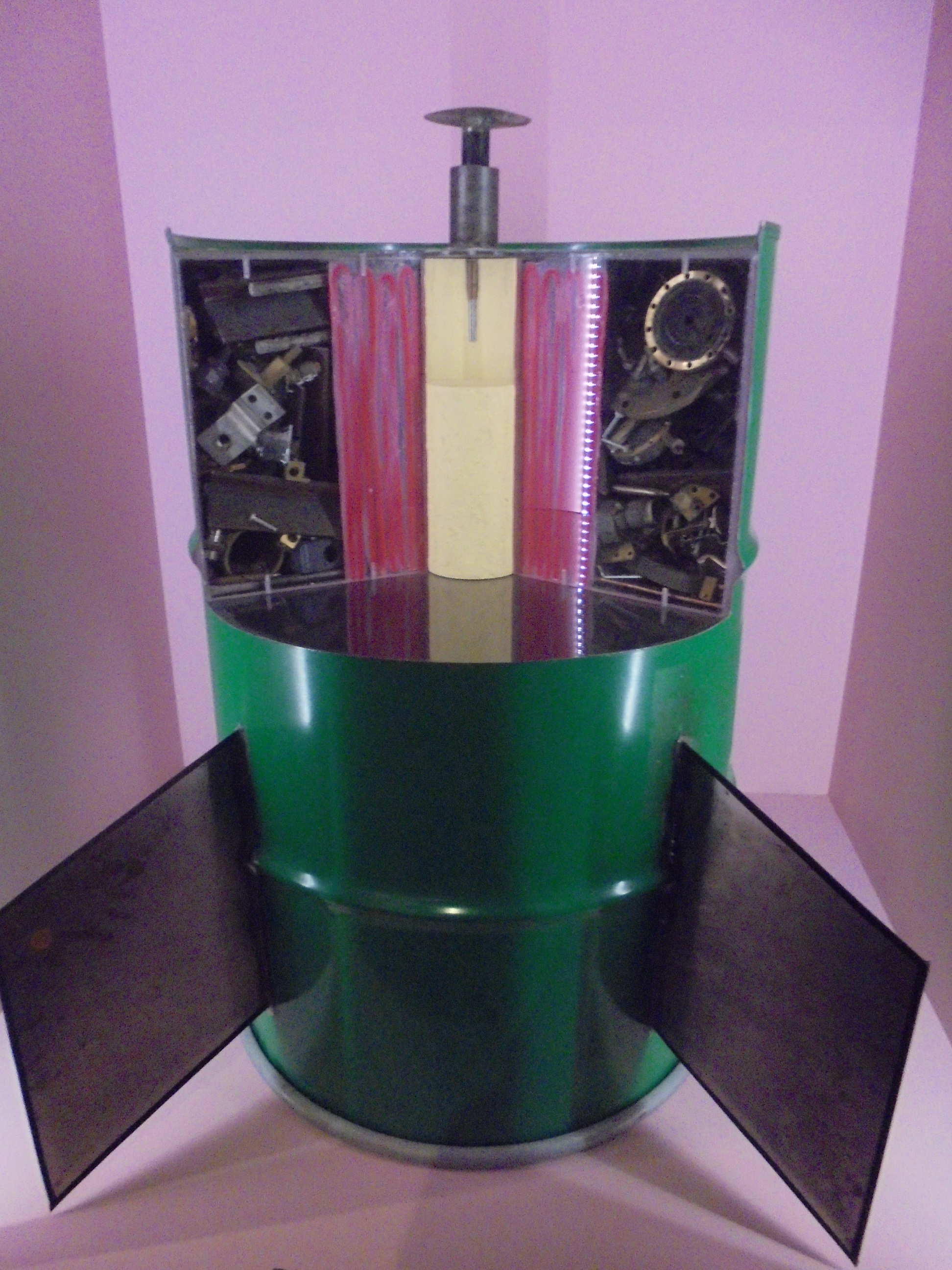
Копія бочкової бомби в Імперському військовому музеї Лондона

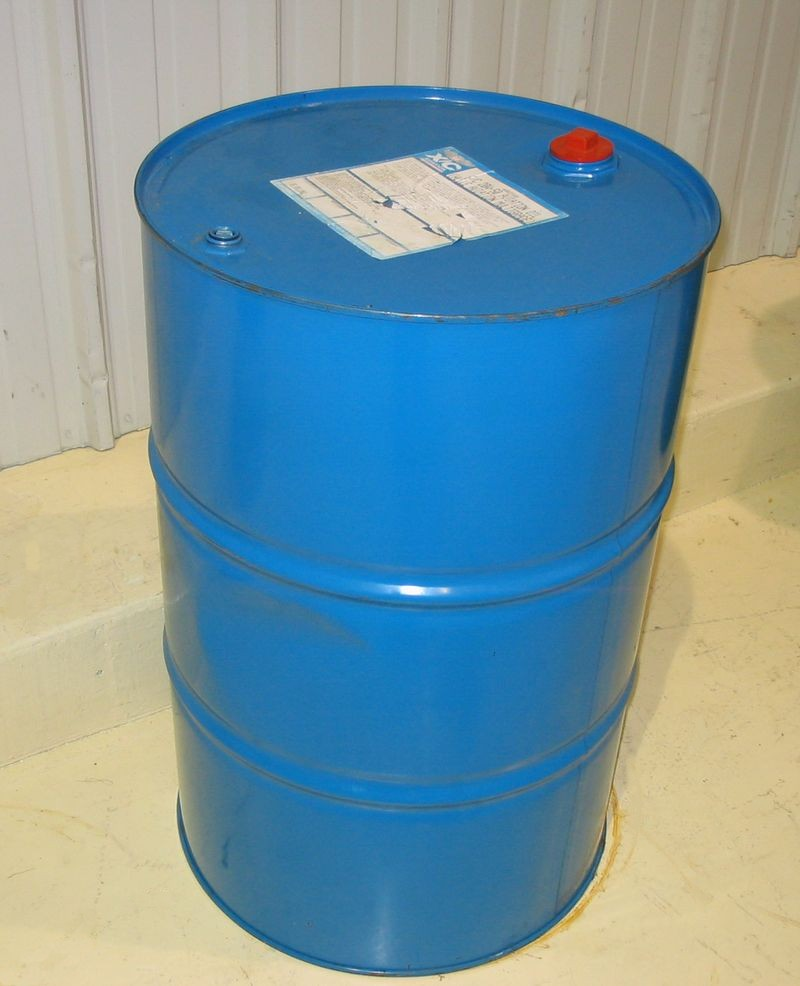
205-літрова бочкова бомба

Бочкова бомба — це саморобна некерована бомба, яку іноді називають літаючим СВП (саморобний вибуховий пристрій). Зазвичай вони виготовляються з великого бочкоподібного металевого контейнера, який був наповнений вибуховими речовинами, можливо, шрапнеллю, нафтопродуктами або хімікатами, а потім скинутий з гелікоптера або літака. Через велику кількість вибухівки (до 1000 кг), їх низька точність та невибірковість ураження їх зачасту використовують у населених пунктах (включаючи табори біженців), внаслідок чого вибухи були руйнівними. Критики характеризують їх як зброю терору та вказують на незаконність використання згідно з міжнародними конвенціями.
Перше відоме використання бочкових бомб у їх нинішньому вигляді здійснили ізраїльські військові в 1948 році . Другими застосували бочкові бомби американські військові у В'єтнамі наприкінці 1960-х років. Починаючи з 1990-х років, вони також використовувалися на Шрі-Ланці, в Хорватії та Судані. Бочкові бомби широко використовувалися ВПС Сирії під час Громадянської війни в Сирії, що привернуло широку увагу всього світу, а пізніше іракськими військами під час зіткнень в Анбарі . Експерти вважають, що нестабільні країни, які борються із заколотами, і надалі використовуватимуть їх, оскільки вони дешеві у виготовленні та використанні на відміну від авіації .

## Опис
Бочкові бомби дешеві у виробництві, потенційно коштують від 200 до 300 доларів кожна. Їх можна використовувати з будь-якими типами літаків, включаючи невійськові вантажні літаки. Вибухове навантаження може бути таким простим, як добриво та дизельне паливо. Бомба може містити металеву шрапнель, таку як гайки та болти, або навіть хімічні речовини, як, наприклад, хлор. Бомба має бочкову форму і може бути виготовлена з підручного матеріалу або спеціально розроблена. Ранні версії в Сирії використовували запобіжники, тому їх потрібно було ретельно розрахувати на час, інакше вони не вибухнуть, перш ніж розірвуться на землі, або вибухнуть занадто рано в повітрі. Пізніші моделі мали ударні запобіжники та стабілізаційні ребра, які з часом були вдосконалені. Раніше ствольні бомби також мали меншу вагу (45–150 кг), тоді як пізніші версії варіюються від 454 кг до 1 тонни.

## Бочкові бомби за країнами

### Ізраїль
Бочкові бомби використовувалися ВПС Ізраїлю під час арабо-ізраїльської війни 1948 року . 15–16 липня цього року ВПС Ізраїлю скинули бочкові бомби на місто Саффурія під час операції «Декель». Історик Нафез Наззал цитує спогад одного з жителів села, інтенданта ополчення Саффурія:
Три єврейські літаки пролетіли над селом і скинули бочки, наповнені вибухівкою, металевими осколками, цвяхами та склом. Вони були дуже гучні й руйнівні... Вони струсонули все село, порозбивали вікна, двері, вбили чи поранили деяких жителів села та багато сільської худоби. Ми очікували війни, але не повітряної та танкової війни.

### Сполучені Штати Америки

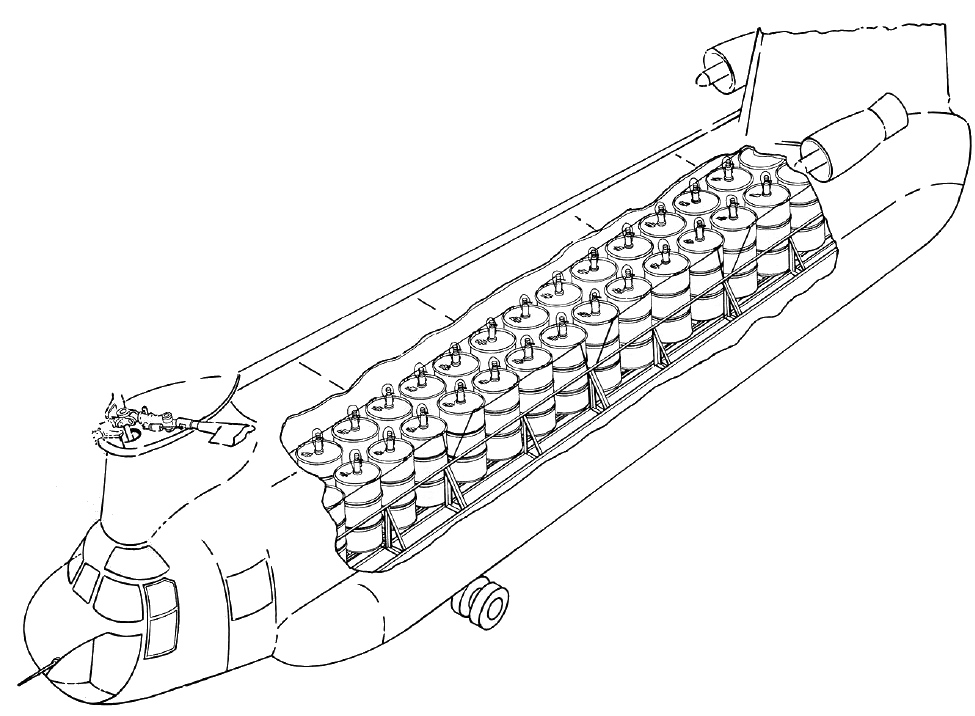
Схема з армійського навчального посібника, що показує, як завантажувати ствольні бомби на вертоліт CH-47 Chinook

У квітні 1968 року під час операції «Інферно» у ході війни у В'єтнамі військові Сполучених Штатів Америки скинули десятки бочок, наповнених запальним паливом і еквівалентом сльозогінного газу, щоб розпалити лісові пожежі та вигнати в'єтконгських партизан у лісі У Мін . Бомби не були спрямовані на густонаселені райони і зрештою не були дуже ефективними для розпалювання лісових пожеж.
Військові екіпажі викинули запалювальні барабани з вертольотів Chinook у можливі ворожі табори. Вони прив’язали білий фосфор димову гранату до циліндрів, щоб підпалити їх.— Блог Війна нудна, цитата за The Washington Post, 16 лютого 2015

### Шрі Ланка
Під час громадянської війни на Шрі-Ланці (1983—2009 рр.) урядові війська використовували бочкові бомби. Вільям Делрімпл повідомив, що ВПС Шрі-Ланки, не маючи сучасних бомбардувальників, використали китайські транспортні літаки Y-12, щоб скинути імпровізовані 300-кілограмові бомби, упаковані в дерев'яні бочки, на цивільні райони північного півострова Джафна. Газета 1990 року повідомила, що «бомби-бочки — 210-літрові чавунні бочки, наповнені вибухівкою, гумою та тирсою» були використані проти житлових районів, знищивши 20 будинків одночасно в регіоні Джафна.

### Хорватія
У 1991 році бочкові бомби були використані хорватськими військами проти сербських військ під час битви за Вуковар, де вони були скинуті з сільськогосподарських літаків Ан-2. Пристрій отримав назву Bojler Bomba («котел-бомба»), оскільки був виготовлений шляхом заповнення звичайних побутових водогрійних котлів вибухівкою та осколками. Наслідки були переважно психологічними. Довідково: у 1990 році було створено хорватські військово-повітряні сили, які складалися з волонтерів спортивного клубу в Сині. Це були волонтери та ентузіасти. Їхня зброя була саморобною, тому зроблена з підручних матеріалів. Бойлер Бомба зараз експонується в ряді музеїв Хорватії, включаючи Технічний музей Загреба та Військовий музей Міністерства оборони Хорватії. Хьюман Райтс Вотч (HRW) також повідомила про те, що бомба з бойлера використовувалася в наземних боях у Злаштіште. А 70-кілограмова бойлер-бомба була скочена з пагорба у ворожі окопи, в той час як снайпери намагалися підірвати її, перш ніж вона досягла своєї позиції — вона врешті застрягла в дереві, і «все, що вона зробила, це знищила багато дерев».

### Судан
Бочкові бомби використовуються в Судані принаймні з 1990-х років. Вони були забиті цвяхами і викочені з вантажних дверей радянських транспортних літаків Ан-24 та Ан-26 на повстанське населення в Південному Судані та Дарфурі. Бочкові бомби використовувалися на початку 2003 року після повстання Визвольної армії Судану проти Хартума. Вони були використані знову, починаючи з 2011 року, коли почалося нове повстання після того, як південь відокремився від півночі.

### Сирія
До громадянської війни сирійський арсенал використовувався для боротьби з ізраїльською армією, яка мала перевагу в повітрі і, таким чином, не мала близької авіаційної підтримки (наприклад, бомби повітря-земля та ракети), але натомість переважно мала наземну підтримку. — ракети «повітря-повітря» для переслідування і затримки ВПС Ізраїлю. Таким чином, у сирійських військових незабаром закінчилася високоточна зброя і вони мали проблеми з отриманням додаткової зброї і потребували дешевого та легкодоступного постачання зброї повітря-земля. Використання бочкових бомб у громадянській війні в Сирії вперше було виявлено у серпні 2012 року, зокрема за допомогою відеокриміналістичної роботи Еліота Гіггінса (Браун Мозес) та Річарда Ллойда. Їхнє існування спочатку заперечував російський військовий експерт, поки у жовтні 2012 року з гелікоптера, що рухався, не з'явилося відео, на якому було видно, як бочкова бомба підпалюється та скидається на ціль персоналом сирійських ВПС . Людина, яка нібито придумала схему завантаження бочок вибухівкою, цвяхами та металевими осколками — це Сухейл аль-Хасан, або «Тигр», алавітський полковник.
Умисне використання невибіркової зброї робить президента Сирії Башара Асада потенційно відповідальним за військові злочини. Тому Асад заперечує використання цієї зброї, заявляючи: «У нас є бомби, ракети та кулі. Бочкових бомб [немає], у нас немає стволів» Утім, існує чимало відео, зображень та наслідків від їх використання такої зброї в Сирії. Відеодоказ використання бочкової бомби було знайдено у записі мобільного телефону, що знаходився в уламках вертольота урядових сил, який розбився в травні 2015 року. Міністр закордонних справ Великої британії Філіп Геммонд сказав: «Це відео викриває брехню Асада щодо бочкових бомб» і «Ми притягнемо до відповідальності причетних до цих злочинних дій».
Згідно з заявою опозиційної Сирійської національної ради (SNC) від початку конфлікту в березні 2011 року внаслідок бочкових бомб по всій Сирії загинули понад 20 000 людей. Підраховано, що станом на середину березня 2014 року під час війни було скинуто від 5 000 до 6 000 бочкових бомб, та їх використання збільшилося. Алеппо був центром використання сирійським урядом бочкових бомб. З часом урядові сили вдосконалили використання бочкової бомби, щоб завдати максимальної шкоди — скинути один пристрій, а потім чекати від 10 до 30 хвилин, щоб скинути ще одну бомбу на те саме місце. Цю «підписну тактику» сирійських ВПС називають бомбардуванням стволом " подвійним дотиком ". За словами опозиційних активістів, мета полягає в тому, щоб ті, хто затопили місце події, щоб врятувати постраждалих, потім самі були вбиті.
У лютому 2014 року Рада Безпеки ООН прийняла резолюцію 2139, яка вимагала припинити невибіркове повітряне бомбардування, включаючи використання бочкових бомб. Китай та Росія підтримали захід, що дозволяє його ухвалення. Через п'ять місяців, у серпні 2014 року, було повідомлено, що використання бочкової бомби натомість посилилося всупереч забороні. Хьюман Райтс Вотч створила карту, на якій показано щонайменше 650 нових місць ударів, що відповідають нападам бочкових бомб. На початку вересня 2014 року Саманта Павер, постійний представник США в ООН, заявила, що «сирійський уряд збільшив свою залежність від бочкових бомб для проведення жорстокої повітряної кампанії». У листопаді 2014 року повідомлялося, що сирійський уряд розширив свою кампанію бомбардування стволами, в той час як світова увага була відвернена після американської інтервенції в Сирії .
Халед Ходжа, лідер головної підтримуваної Заходом Сирійської національної коаліції, описав бочкові бомби як важливу роль у підживленні сирійських біженців, які тікають до сусідніх країн і Європи. За словами Раеда аль-Салеха, голови Сирійської цивільної оборони, «локалізований ефект бочкової бомби такий самий, як землетрус силою 8 балів за шкалою Ріхтера».

### Ірак
У травні 2014 року свідки повідомляли, що іракська армія скинула бочкові бомби на місто Фаллуджа та прилеглі райони, вбиваючи мирних жителів під час зіткнень в Анбарі (2013—2014). За словами місцевого журналіста Мохаммеда аль-Джумайлі, армія неодноразово скидала бочкові бомби «на мечеті, будинки та ринки». Пізніше їх використання підтвердив іракський офіцер безпеки середнього рівня в провінції Анбар, який визнав, що бочкові бомби насправді були скинуті в Фаллуджі. Іракці повідомляють, що напади зазвичай відбуваються вночі, щоб не потрапити на відео. Бойовики в Фаллуджі похвалилися, що виявили близько 20 бочкових бомб, які не вибухали при ударі, і використовували їх для виготовлення власної зброї. У липні 2014 року лікарі в Фаллуджі стверджували, що місто бомбардують тричі на тиждень, і з січня в результаті таких ударів було вбито понад 600 мирних жителів. Пілот ВПС іракських курдів стверджував, що бочкові бомби виробляють іранці, які потім використовують літаки «Антонов» і гелікоптери Huey, щоб скинути їх.
За словами Ерін Еверс з Human Rights Watch, «те, що зараз відбувається в Іраку, безумовно, почалося в Сирії. Якби я був на місці аль-Малікі й бачив, як Асад по сусідству застосовує ту ж тактику, не б'ючи по зап'ясті і в результаті завоював позиції, цілком зрозуміло, що він сказав би: „Чого б ні?“
За словами жителів Тікриту, Байджі та Мосула, урядові сили також скинули бочкові бомби на їхні міста під час наступу на Північний Ірак у 2014 році. Подібні атаки бочкових бомб були зареєстровані в Фаллуджі та сусідньому місті Аль-Карма в кінці липня та серпні. 11 вересня на місто Фаллуджа було скинуто 14 бочкових бомб, у результаті чого загинули 22 мирних жителя. За словами працівників гуманітарної допомоги, іракська армія продовжує широко використовувати бочкові бомби проти територій, які контролює ІДІЛ, включаючи від 30 до 35 бочкових бомб на Азіз Балад, місто на схід від Самарри . Подальші атаки та жертви були зареєстровані в Фалуджі в червні липні та серпні 2015 року.

### Україна
У травні 2022 року понад 50 техніків і спеціалістів із Сирії, які брали участь у кампанії бочкових бомб, були залучені до російського вторгнення в Україну.

## Реакції
Деякі коментатори та установи відносять бочкові бомби до запалювальних пристроїв, які заборонені для використання проти цивільного населення відповідно до умов Конвенції ООН про заборону або обмеження використання конкретних видів звичайної зброї . HRW наполягала на тому, що використання цієї зброї є військовим злочином. За словами Вікторії Нуланд з Держдепартаменту Сполучених Штатів, бочкові бомби — це „запалювальні бомби, які містять легкозаймистий матеріал, схожий на напалм“, або можуть бути забиті цвяхами та запущені з повітря або з пускової установки.
У грудні 2013 року Росія відмовилася підтримати в Раді Безпеки ООН текст, який засуджував би президента Сирії Башара Асада за здійснення таких невибіркових нападів на цивільні райони.
13 січня 2014 року міністр закордонних справ Великої Британії Вільям Гейг назвав використання бочкових бомб під час конфлікту „ще одним військовим злочином“.
За словами Надім Хурі, заступника директора HRW з Близького Сходу та Північної Африки, причина використання сирійським урядом бочкових бомб полягає в тому, що він не боїться жодних серйозних міжнародних дій.
Представники сирійської опозиції неодноразово зверталися з проханням до міжнародних союзників, але їм було відмовлено, про передачу зенітної зброї помірним повстанським групам, щоб націлити на літаки, які використовувалися для скидання „бочкових бомб“.

## Хімічна зброя
Були звинувачення в тому, що хімічна зброя доставлялася у вигляді бочкових бомб, зокрема хімічна атака Кафр-Зіта 11 квітня 2014 року, під час якої було використано газоподібний хлор . Протягом кількох днів після нападу аналітики заявили, що все більше впевнені, що існує „скоординована кампанія з викоиистання хлору зі все більшими доказами того, що бомби скидає уряд“.
У серпні 2014 року Управління Верховного комісара ООН з прав людини (OHCHR) опублікувало звіт, в якому детально описується використання газу хлору як хімічної зброї, що використовується сирійськими урядовими військами, скинута бочковими бомбами з гелікоптерів на численні міста Сирії, включаючи Кафр Зіта (квітень 2014 р.), Аль-Тамана (травень 2014 р.), Дара (серпень 2014 р.) та Джобар (серпень 2014 р.).

## Правовий статус
Для легального використання згідно з міжнародним правом, зброя, яка використовується для повітряного бомбардування, повинна відповідати законам та звичаям війни : військової необхідності, відмінності та пропорційності . Атака або дія повинні бути спрямовані на сприяння військовій поразці противника; це має бути напад з військовою метою, а шкода, заподіяна цивільним особам або цивільній власності, має бути пропорційною та не надмірною щодо очікуваної конкретної та безпосередньої військової переваги.
Під час громадянської війни в Сирії в лютому 2014 року Рада Безпеки ООН одноголосно прийняла резолюцію 2139, яка вимагала від усіх сторін негайно припинити всі напади на цивільне населення, а також невибіркове застосування зброї в населених районах, включаючи обстріли та повітряні бомбардування, наприклад, використання бочкових бомб і методи ведення війни, які за своєю природою можуть заподіяти зайві травми або непотрібні страждання».